# 希鲁尔
希鲁尔是印度马哈拉施特拉邦浦那縣的一个城镇。总人口27000（2001年）。

## 人口
该地2001年总人口27000人，其中男性14065人，女性12935人；0—6岁人口3611人，其中男1941人，女1670人；识字率71.58%，其中男性为77.09%，女性为65.58%。